# アムリア島
アムリア島(アムリアとう、Amlia、アレウト語:Amlax)
はアリューシャン列島の島の一つ。アンドリアノフ諸島の東端近く、アトカ島とセグアム島の間に位置している。
長さ46マイル (74 km) 、幅8.7マイル (14.0 km)、172.1平方マイル(445.7km2)程の大きさで、アメリカ合衆国の島では37位の面積を誇る。起伏の多い地形で最高点は2,021フィート (616 m)程である。定住者はいない。アリューシャン列島で二番目に大きい無人島である。近くの島には、アグリガダック島、サギギック島、タナダック島がある。